# Efekt owczego pędu

Efekt owczego pędu

Efekt owczego pędu, zjawisko owczego pędu – nabywanie pewnych dóbr przez konsumentów tylko dlatego, że kupują je inni. Wynika to z chęci naśladowania osób, z którymi chcą się utożsamiać.
Krzywa popytu dla tej grupy konsumentów położona jest wyżej od krzywej popytu dla typowych konsumentów, a jej opadająca tendencja jest słabsza. Efekt owczego pędu przedstawia sytuację, gdy wybór dokonywany jest pod wpływem innych ludzi. Zachowania takie wynikają z faktu, że wielu konsumentów to osoby zewnątrzsterowne – wyjaśnia to, między innymi, wpływ mody na kształtowanie popytu. 
Efekt owczego pędu – a także jego przeciwieństwo, czyli efekt snoba – został opisany przez, między innymi, amerykańskiego ekonomistę Harveya Leibensteina.